# Arab przyszłości

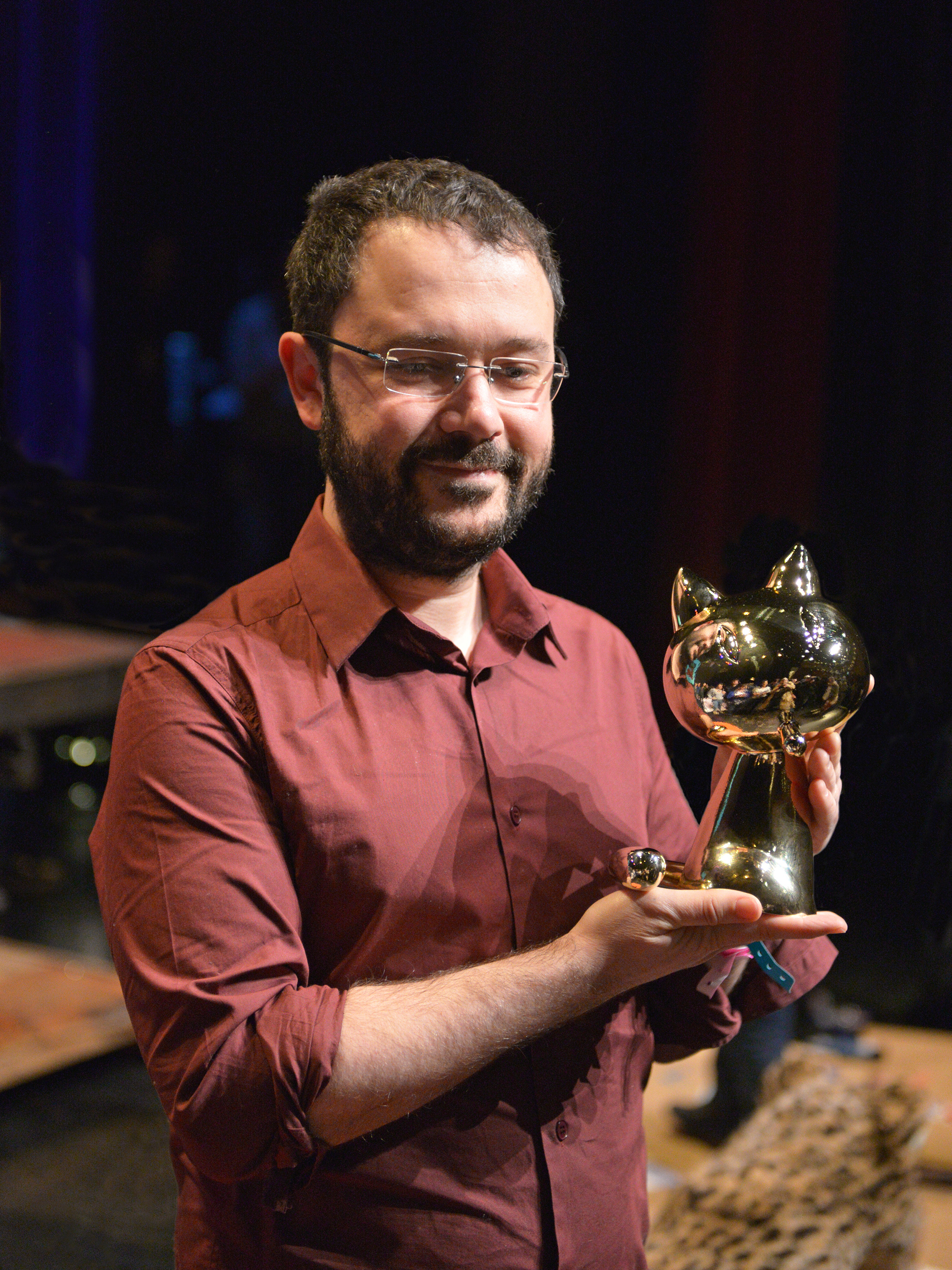
Riad Sattouf, autor komiksów, w 2015 roku

Arab przyszłości (fr. L'Arabe du futur) – francuska seria komiksowa autorstwa Riada Sattoufa, opublikowana w sześciu tomach w latach się 2014–2022 nakładem wydawnictwa Allary Éditions. Po polsku ukazała się nakładem wydawnictwa Kultura Gniewu.
Od 2024 ukazuje się spin-off serii pt. Ja, Fadi (fr. Moi, Fadi) autorstwa Sattoufa.

## Fabuła
Seria jest tragikomicznym, autobiograficznym zapisem dzieciństwa i młodości autora w latach 70. i 80. XX wieku. Jego rodzice, polityczni idealiści, zwolennicy socjalizmu arabskiego, przenoszą się z Francji do Libii i Syrii, szukając „raju na ziemi”. Mały Riad obserwuje ich zmagania w nowym otoczeniu i sam próbuje zaaklimatyzować się w obcym świecie.

## Tomy
| Tom                    | Tytuł i rok wydania polskiego                       | Tytuł i rok wydania oryginalnego                |
| seria Arab przyszłości | seria Arab przyszłości                              | seria Arab przyszłości                          |
| ---------------------- | --------------------------------------------------- | ----------------------------------------------- |
| 1                      | Dzieciństwo na Bliskim Wschodzie (1978–1984) (2016) | Une jeunesse au Moyen-Orient (1978–1984) (2014) |
| 2                      | Dzieciństwo na Bliskim Wschodzie (1984–1985) (2018) | Une jeunesse au Moyen-Orient (1984–1985) (2015) |
| 3                      | Dzieciństwo na Bliskim Wschodzie (1985–1987) (2019) | Une jeunesse au Moyen-Orient (1985–1987) (2016) |
| 4                      | Dzieciństwo na Bliskim Wschodzie (1987–1992) (2021) | Une jeunesse au Moyen-Orient (1987–1992) (2018) |
| 5                      | Dzieciństwo na Bliskim Wschodzie (1992–1994) (2023) | Une jeunesse au Moyen-Orient (1992–1994) (2020) |
| 6                      | Dzieciństwo na Bliskim Wschodzie (1992–2011) (2023) | Une jeunesse au Moyen-Orient (1994–2011) (2022) |
| seria Ja, Fadi         |                                                     |                                                 |
| 1                      | Porwany brat (1986–1994)                            | Le frère volé (1986–1994)                       |

## Nagrody
Za serię Arab przyszłości Riad Sattouf otrzymał m.in.:
- w 2014 Grand Prix RTL za najlepszy komiks roku[5],
- w 2015 nagrodę za najlepszy komiks na 42. Międzynarodowym Festiwalu Komiksu w Angoulême za tom pierwszy[6],
- w 2017 nominację do nagrody za najlepszy komiks na 44. Międzynarodowym Festiwalu Komiksu w Angoulême za tom trzeci[7].